# Пересечино
Пересечино (рум. Peresecina) — село в Оргеевском районе Молдавии. Относится к сёлам, не образующим коммуну.

## История
По мнению профессора Московского Университета Н. И. Надеждина, древний город Пересечень, разрушенный татарами, располагался на месте нынешнего села Пересечино.

## География
Село расположено на реке Икель на высоте 189 метров над уровнем моря.
Через село проходит трасса международного значения. Расстояние до Кишинёва — 28 км, до Оргеева — 18 км.

## Население
По данным переписи населения 2004 года, в селе Пересечина проживает 7430 человек (3660 мужчин, 3770 женщин).
Этнический состав села:
| Национальность | Число жителей | Процентный состав |
| -------------- | ------------- | ----------------- |
| молдаване      | 6672          | 89.8              |
| румыны         | 655           | 8.82              |
| русские        | 51            | 0.69              |
| украинцы       | 36            | 0.48              |
| цыгане         | 7             | 0.09              |
| болгары        | 3             | 0.04              |
| гагаузы        | 2             | 0.03              |
| евреи          | 1             | 0.01              |
| прочие         | 3             | 0.04              |
| Всего          | 7430          | 100 %             |

## Описание села
В настоящее время в селе работает теоретический лицей имени Александру Донича, в котором в 2005—2006 учебном году обучался 1191 ребёнок, из которых 187 детей в X—XII классах. Преподавательский состав — 71 человек. В селе есть спортивная школа, филиал Оргеевской музыкальной школы, детский сад № 2, библиотека, церковь св. Иоанна и церковь святых архангелов Михаила и Гавриила.

## Известные уроженцы
- Анчер, Исаак Израилевич (1899—1992) — французский живописец.
- Ницэ, Сергей Фёдорович (1883—1940) — молдавский и румынский политический деятель.
- Сырбу, Раду (род. 1978) — молдавский и румынский певец. Экс-вокалист группы «O-Zone».